# تیلور پیج
تیلور پیج (به انگلیسی: Taylour Paige) (زاده ۵ اکتبر ۱۹۹۰) بازیگر آمریکایی است.
از کارهای معروف او می‌توان به بازی در فیلم‌های دبیرستان موزیکال ۳، مک و ریتا، ریک پسر سفیدپوست، رویاهای مجله، بلک باتم ما رینی، برادران و پلیس بورلی هیلز ۴ اشاره کرد.